# Eleccions presidencials ucraïneses de 1991
Les Eleccions presidencials ucraïneses de 1991 es van dur a terme l'1 de desembre de 1991. Van ser les primeres eleccions presidencials a Ucraïna després de la seva independència de la Unió Soviètica. S'hi presentaren sis candidats, tots ells fent campanya a favor de la independència d'Ucraïna. El mateix dia, els ucraïnesos van donar un suport aclaparador a la Declaració d'Independència d'Ucraïna en el referèndum sobre la independència.

## Resultats de les eleccions presidencials de 1991
| Candidats            | Vots       | %     |
| -------------------- | ---------- | ----- |
| Leonid Kravtxuk      | 19.643.481 | 61,59 |
| Viatxeslav Txornovil | 7.420.727  | 23,27 |
| Levko Lukyanenko     | 1.432.556  | 4,49  |
| Volodymyr Hryniov    | 1.329.758  | 4,17  |
| Ihor Yukhnovskyi     | 554.719    | 1,74  |
| Leopold Taburianskyi | 182.713    | 0,57  |